# Latvijas Futbola federācija
Latvijas Futbola federācija (pol. Łotewski Związek Piłki Nożnej) – ogólnokrajowy związek sportowy działający na terenie Łotwy, będący jedynym prawnym reprezentantem łotewskiej piłki nożnej, zarówno mężczyzn, jak i kobiet, we wszystkich kategoriach wiekowych w kraju i za granicą. Siedziba związku mieści się w stolicy kraju Rydze. Został założony w 1921 roku; w 1922 roku przystąpił do FIFA. Podczas okupacji radzieckiej Łotwy został rozwiązany. Ponownie założony w 1990; w 1992 przystąpił do UEFA.

## Prezesi
- Vladimirs Ļeskovs (1990 – 1995)
- Modris Supe (1995 – 1996)
- Guntis Indriksons (1996 – 2018)
- Kaspars Gorkšs (2018 – 2019)
- wakat (2019 – 2020) (tymczasowo stanowisko zajmował Artūrs Zakreševskis)
- Vadims Ļašenko (od 2020 –)